# What You Need
What You Need es el decimoquinto disco sencillo del grupo australiano de rock INXS, el primero desprendido de su quinto álbum de estudio Listen Like Thieves, y fue publicado el 26 de agosto de 1985 en Australia y Nueva Zelanda. En Norteamérica y en Europa se lanzó más tarde ya que se apostó como primer sencillo por el tema This Time. La canción fue escrita por Michael Hutchence y Andrew Farriss, y producida por Chris Thomas. Fue el primer gran éxito de INXS en Estados Unidos, alcanzando el número 5 de la lista de sencillos Billboard Hot 100.
Una vez que el álbum Listen Like Thieves fue grabado y listo para ser entregado al sello discográfico para su inspección, al productor Chris Thomas le preocupaba que el álbum no tuviera un "éxito". Como recordó Andrew Farriss en una entrevista de 2005: "'What You Need' es otro ejemplo de un gran éxito que esencialmente no tomó tiempo. Ya habíamos terminado el álbum Listen Like Thieves pero Chris Thomas nos dijo que todavía no había ningún "éxito". Nos fuimos el estudio esa noche sabiendo que nos quedaba un día y que teníamos que ofrecer "un éxito". Si no es eso presión. La actuación de la banda en esa pista es increíble. Absolutamente lo clavamos."
Una versión remezclada de "What You Need" apareció en la banda sonora del videojuego deportivo FIFA Football 2005 en su edición australiana.
El video musical de la canción se creó utilizando una técnica de animación conocida como rotoscopio. En los premios Countdown de 1985, fue el ganador al mejor video.

## Formatos[4]
En disco de vinilo de 7"
7 pulgadas. 1985 WEA 7-258971 /
| Lado A |                 |                                    |          |  |
| N.º    | Título          | Escritor(es)                       | Duración |  |
| 1.     | «What You Need» | Andrew Farriss y Michael Hutchence | 3:27     |  |

| Lado B |                |              |          |  |
| N.º    | Título         | Escritor(es) | Duración |  |
| 1.     | «I'm Over You» | Jon Farriss  | 4:05     |  |

7 pulgadas. 1985 Mercury Records 884 414-7  / . 1985 Atlantic Records 7-89460  Estados Unidos. 1986 Mercury Records 884 414-7  /  / . 1986 WEA P-2069 
| Lado A |                 |                                    |          |  |
| N.º    | Título          | Escritor(es)                       | Duración |  |
| 1.     | «What You Need» | Andrew Farriss y Michael Hutchence | 3:33     |  |

| Lado B |                |                  |          |  |
| N.º    | Título         | Escritor(es)     | Duración |  |
| 1.     | «Sweet As Sin» | Garry Gary Beers | 2:19     |  |

7 pulgadas 1985 Mercury Records 884 441-7 
| Lado A |                 |                                    |          |  |
| N.º    | Título          | Escritor(es)                       | Duración |  |
| 1.     | «What You Need» | Andrew Farriss y Michael Hutchence | 3:33     |  |

| Lado B |                       |                                    |          |  |
| N.º    | Título                | Escritor(es)                       | Duración |  |
| 1.     | «Original Sin» (Live) | Andrew Farriss y Michael Hutchence | 5:20     |  |

En disco de vinilo de 12"
12 pulgadas 1985 WEA 0-258868 
| Lado A |                                |                                    |          |  |
| N.º    | Título                         | Escritor(es)                       | Duración |  |
| 1.     | «What You Need» (Extended Mix) | Andrew Farriss y Michael Hutchence | 5:36     |  |

| Lado B |                 |                                    |          |  |
| N.º    | Título          | Escritor(es)                       | Duración |  |
| 1.     | «What You Need» | Andrew Farriss y Michael Hutchence | 3:33     |  |
| 2.     | «I'm Over You»  | Jon Farriss                        | 4:05     |  |

12 pulgadas 1985 Mercury Records 884 414-1  / 
| Lado A |                         |                                    |          |  |
| N.º    | Título                  | Escritor(es)                       | Duración |  |
| 1.     | «What You Need» (Remix) | Andrew Farriss y Michael Hutchence | 5:36     |  |

| Lado B |                    |                  |          |  |
| N.º    | Título             | Escritor(es)     | Duración |  |
| 1.     | «This Time» (Live) | Andrew Farriss   | 3:12     |  |
| 2.     | «Sweet As Sin»     | Garry Gary Beers | 2:19     |  |

12 pulgadas 1985 Mercury Records 884 441-1 
| Lado A |                         |                                    |          |  |
| N.º    | Título                  | Escritor(es)                       | Duración |  |
| 1.     | «What You Need» (Remix) | Andrew Farriss y Michael Hutchence | 5:36     |  |

| Lado B |                       |                                    |          |  |
| N.º    | Título                | Escritor(es)                       | Duración |  |
| 1.     | «Original Sin» (Live) | Andrew Farriss y Michael Hutchence | 5:20     |  |
| 2.     | «Sweet As Sin»        | Garry Gary Beers                   | 2:19     |  |

12 pulgadas 1985 Atlantic Records 0-86832  Atlantic Records 78 68320 
| Lado A |                                  |                                    |          |  |
| N.º    | Título                           | Escritor(es)                       | Duración |  |
| 1.     | «What You Need» (Extended Remix) | Andrew Farriss y Michael Hutchence | 3:33     |  |
| 2.     | «What You Need»                  | Andrew Farriss y Michael Hutchence | 5:36     |  |

| Lado B |                                    |                                              |          |  |
| N.º    | Título                             | Escritor(es)                                 | Duración |  |
| 1.     | «Melting in the Sun» (12" Version) | Tim Farriss, Jon Farriss y Michael Hutchence | 4:44     |  |
| 2.     | «Burn for You» (12" Version)       | Andrew Farriss y Michael Hutchence           | 6:08     |  |

12 pulgadas 1986 Mercury Records INXS 512 
| Lado A |                         |                                    |          |  |
| N.º    | Título                  | Escritor(es)                       | Duración |  |
| 1.     | «What You Need» (Remix) | Andrew Farriss y Michael Hutchence | 5:35     |  |
| 2.     | «Sweet As Sin»          | Garry Gary Beers                   | 2:19     |  |

| Lado B |                        |                                    |          |  |
| N.º    | Título                 | Escritor(es)                       | Duración |  |
| 1.     | «What You Need» (Live) | Andrew Farriss y Michael Hutchence | 3:56     |  |
| 2.     | «The One Thing» (Live) | Andrew Farriss y Michael Hutchence | 3:31     |  |